# Pančevo

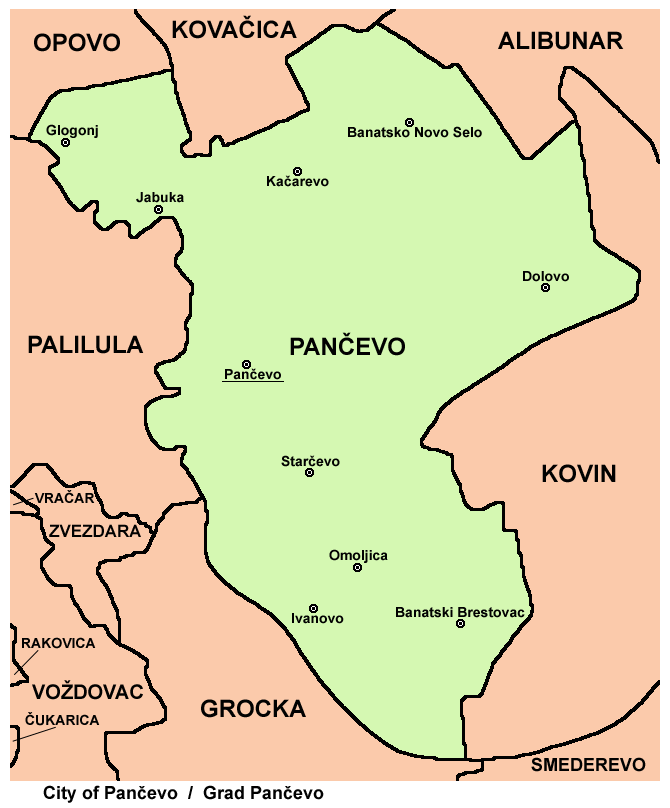
Bản đồ khu tự quản Pančevo

Pančevo  (tiếng Serbia: Панчево) là một thành phố và khu tự quản ở miền nam Serbia, trong tỉnh Vojvodina, 15 km về phía đông bắc Beograd. Thành phố Pančevo có diện tích km2, dân số là 77.087 người (theo điều tra dân số Serbia năm 2002) còn dân số khu tự quản là 127.162 người.  Đây là thủ phủ hành chính của quận 
Nam Banat. Pančevo là cảng quan trọng nhất trên sông Timiş.

## Khí hậu
Pančevo có khí hậu cận nhiệt đới ẩm (phân loại khí hậu Köppen Cfa).
| Dữ liệu khí hậu của Pančevo             | Dữ liệu khí hậu của Pančevo | Dữ liệu khí hậu của Pančevo | Dữ liệu khí hậu của Pančevo | Dữ liệu khí hậu của Pančevo | Dữ liệu khí hậu của Pančevo | Dữ liệu khí hậu của Pančevo | Dữ liệu khí hậu của Pančevo | Dữ liệu khí hậu của Pančevo | Dữ liệu khí hậu của Pančevo | Dữ liệu khí hậu của Pančevo | Dữ liệu khí hậu của Pančevo | Dữ liệu khí hậu của Pančevo | Dữ liệu khí hậu của Pančevo |
| Tháng                                   | 1                           | 2                           | 3                           | 4                           | 5                           | 6                           | 7                           | 8                           | 9                           | 10                          | 11                          | 12                          | Năm                         |
| --------------------------------------- | --------------------------- | --------------------------- | --------------------------- | --------------------------- | --------------------------- | --------------------------- | --------------------------- | --------------------------- | --------------------------- | --------------------------- | --------------------------- | --------------------------- | --------------------------- |
| Trung bình ngày tối đa °C (°F)          | 3.8 (38.8)                  | 6.5 (43.7)                  | 12.3 (54.1)                 | 18.0 (64.4)                 | 23.1 (73.6)                 | 25.8 (78.4)                 | 28.3 (82.9)                 | 28.4 (83.1)                 | 24.1 (75.4)                 | 18.3 (64.9)                 | 10.6 (51.1)                 | 5.2 (41.4)                  | 17.0 (62.7)                 |
| Trung bình ngày °C (°F)                 | 1.0 (33.8)                  | 3.0 (37.4)                  | 7.4 (45.3)                  | 12.5 (54.5)                 | 17.2 (63.0)                 | 20.2 (68.4)                 | 22.2 (72.0)                 | 22.2 (72.0)                 | 18.2 (64.8)                 | 13.2 (55.8)                 | 7.1 (44.8)                  | 2.4 (36.3)                  | 12.2 (54.0)                 |
| Tối thiểu trung bình ngày °C (°F)       | −1.7 (28.9)                 | −0.4 (31.3)                 | 2.5 (36.5)                  | 7.1 (44.8)                  | 11.4 (52.5)                 | 14.7 (58.5)                 | 16.1 (61.0)                 | 16.1 (61.0)                 | 12.3 (54.1)                 | 8.1 (46.6)                  | 3.7 (38.7)                  | −0.3 (31.5)                 | 7.5 (45.5)                  |
| Lượng Giáng thủy trung bình mm (inches) | 45 (1.8)                    | 43 (1.7)                    | 43 (1.7)                    | 52 (2.0)                    | 68 (2.7)                    | 84 (3.3)                    | 67 (2.6)                    | 46 (1.8)                    | 47 (1.9)                    | 39 (1.5)                    | 53 (2.1)                    | 60 (2.4)                    | 647 (25.5)                  |
| Nguồn: Climate-Data.org                 |                             |                             |                             |                             |                             |                             |                             |                             |                             |                             |                             |                             |                             |